# Cadăr, Timiș
Cadăr (maghiară Kádár) este un sat în comuna Tormac din județul Timiș, Banat, România.

## Localizare
Satul se situează în sud-estul județului Timiș, la granița cu județul Caraș-Severin, pe malul stâng al râului Pogăniș, în arealul protejat "Lunca Pogănișului". Este străbătut de un drum comunal, prin intermediul căruia se leagă de centrul de comună, satul Tormac, spre sud-vest, la 4 km distanță, iar spre nord de satul Duboz din comuna Nițchidorf, la 2 km distanță.

## Istoric

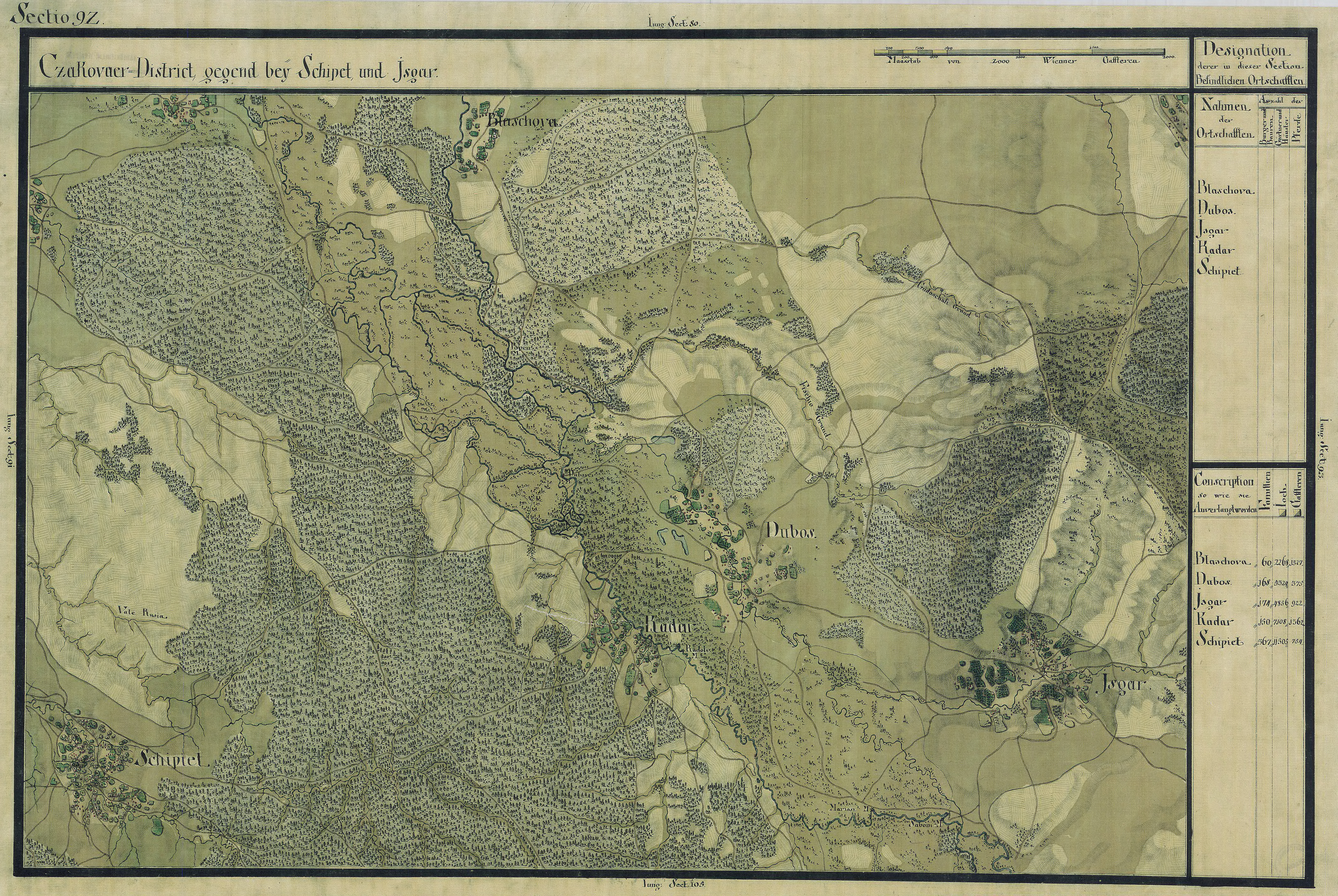
Cadăr în Harta Iosefină a Banatului, 1769-72

Într-un defter otoman din 1554, este consemnat cu 8 case. În secolul al XIX-lea domeniul Cadăr s-a aflat în posesia familiei Duca, prin donație imperială, urmare a meritelor feldmareșalului Petre Duca (1756 - 1822) în luptele antinapoleniene. În septembrie-octombrie 1817 baronul Petre Duca i-a însoțit pe împăratul Francisc I și pe soția sa Augusta Carolina în călătoria acestora prin Banat.